# Вознесеновка (Актюбинская область)
Вознесеновка (каз. Вознесеновка) — село в Мартукском районе Актюбинской области Казахстана. Административный центр Аккудыкского сельского округа. Код КАТО — 154655100.

## Население
В 1910 году в селе имелось 179 дворов, в которых проживало 1216 жителей.
В 1999 году население села составляло 774 человека (369 мужчин и 405 женщин). По данным переписи 2009 года, в селе проживали 594 человека (300 мужчин и 294 женщины).

## Известные жители и уроженцы
- Лавренюк Петр Демьянович (1932—2002) — Герой Социалистического Труда.
- Грачева Анна Андреевна (1933—2017) — Герой Социалистического Труда.
- Иващенко, Евдокия Никитична (1914—?) — Герой Социалистического Труда.
- Белодед Иван Яковлевич (1908 - 2001) -Участник ВОВ гв. старшина в составе 2 гвардейского конного корпуса.